# Rapona tiliifolia
Rapona tiliifolia är en vindeväxtart som först beskrevs av Bak., och fick sitt nu gällande namn av Verdcourt. Rapona tiliifolia ingår i släktet Rapona och familjen vindeväxter. Inga underarter finns listade i Catalogue of Life.